# Jan Bankowicz
Jan Martynowicz Bankowicz (ros. Ян Мартынович Банкович, łot. Jānis Bankovičs, ur. 1883 w guberni inflanckiej, zm. 20 listopada 1938 w Woroneżu) – łotewski działacz komunistyczny, radziecki polityk.

## Życiorys
W 1902 wstąpił do SDPRR, w 1906 został aresztowany i skazany na 8 lat katorgi, a w 1915 zesłany na Syberię, 19 marca 1917 amnestionowany po rewolucji lutowej. W 1917 był zastępcą komisarza pracy Łotwy, 1918-1919 pełnomocnikiem Najwyższej Rady Gospodarki Narodowej RFSRR, od marca 1920 zastępcą przewodniczącego jenisejskiej gubernialnej Czeki, a 1920-1921 kierownikiem wydziału jenisejskiego gubernialnego komitetu rewolucyjnego. Następnie był zastępcą przewodniczącego Komitetu Wykonawczego Jenisejskiej Rady Gubernialnej, od 1924 zastępcą przewodniczącego Syberyjskiej Krajowej Komisji Kontrolnej RKP(b)/WKP(b), od 1928 do sierpnia 1930 przewodniczącym Komitetu Wykonawczego Irkuckiej Rady Okręgowej, a 1930-1932 zastępcą przedstawiciela handlowego ZSRR w Turcji. Później został skierowany do Ukraińskiej SRR jako przewodniczący Obwodowej Komisji Kontrolnej KP(b)U w Odessie (do 1934), od 23 stycznia 1934 do 8 stycznia 1937 był zastępcą członka KC KP(b)U i jednocześnie członkiem KC MOPR, w 1937 został sekretarzem Obwodowej Komisji Kontrolnej WKP(b) w Woroneżu, potem do stycznia 1938 pracował w woroneskim obwodowym zarządzie rolniczym.
8 stycznia 1938 został aresztowany podczas wielkiego terroru, następnie rozstrzelany.